# Canton du Grand-Lemps
Le canton du Grand-Lemps est une circonscription électorale française située dans le département de l'Isère et la région Auvergne-Rhône-Alpes.

## Géographie
Ce canton est organisé autour du Grand-Lemps dans les arrondissements de Grenoble et La Tour-du-Pin. 

## Histoire
À la suite du redécoupage cantonal de 2014, les limites territoriales du canton sont remaniées. Le nombre de communes du canton passe de 13 à 32.

## Représentation

### Conseillers d'arrondissement (de 1833 à 1940)
| Période                                  | Période      | Identité              | Étiquette | Qualité |
| ---------------------------------------- | ------------ | --------------------- | --------- | --- |
| 1833                                     | 1836         | M. Brissaud           |           | Notaire, maire de Château-Vilain                                                                            |
| 1836                                     | 1842 (décès) | Guillaume Paulin Vial |           | Ancien notaire, propriétaire au Grand-Lemps                                                                 |
| 1842                                     | 1848         | M. Perrin             |           | Notaire à Bizonnes                                                                                          |
|                                          |              |                       |           | |
| av.1922                                  | 1931         | Jean Ginet            | Radical   | Maire de Châbons                                                                                            |
| Déc.1931                                 | 1940         | François Sallier      | URD       | Maire du Grand-Lemps                                                                                        |
| 1940                                     |              |                       |           | Les conseils d'arrondissement ont été suspendus par la loi du 12 octobre 1940 et n'ont jamais été réactivés |
| Les données manquantes sont à compléter. |              |                       |           | |

### Conseillers généraux de 1833 à 2015
| Période                                  | Période      | Identité                                 | Étiquette   | Qualité |
| ---------------------------------------- | ------------ | ---------------------------------------- | ----------- | --- |
| 1833                                     | 1861         | Joseph Jean-Baptiste Bally (1784-1864)   |             | Propriétaire, maire d'Apprieu                                                                                       |
| 1861                                     | 1877         | Marquis Jean Aymard Alphonse de Virieu   | Droite      | Ancien secrétaire de la légation propriétaire à Pupetières                                                          |
| 1877                                     | 1883         | Romain Favre                             | Républicain | Propriétaire Maire du Grand-Lemps                                                                                   |
| 1883                                     | 1901         | Romain Ernest Rabatel                    | Républicain | Avocat puis magistrat Conseiller municipal de Grenoble (1888-1892) Maire de Châbons (1895-1900)                     |
| 1901                                     | 1907         | Auguste Dutruc                           | PRRRS       | Liquoriste-brasseur                                                                                                 |
| 1907                                     | 1913         | Joseph Janin                             | Républicain | Médecin Député (1910-1914)                                                                                          |
| 1913                                     | 1919         | Jean-Pierre Hugonnard                    | Républicain | Ancien juge de paix à Virieu Maire de Colombe (1883-1919)                                                           |
| 1931                                     | 1940         | Jean Ginet                               | PRRRS       | Hôtelier - Député (1936-1942) Maire de Châbons                                                                      |
|                                          |              |                                          |             | |
| 1943                                     | 1945         | François Sailler                         | Droite      | Conseiller d'arrondissement, maire du Grand-Lemps Nommé conseiller départemental en 1943                            |
|                                          |              |                                          |             | |
| 1945                                     | 1952 (décès) | Eugène Janin                             | DVD         | Médecin |
| 1953                                     | 1960 (décès) | Pierre Joseph Gallin-Frandaz (1891-1960) | Rad.        | Maire de Châbons |
| 1960                                     | 1962 (décès) | Joseph Bardin                            | Ind.        | Maire de Colombe (1953-1962)                                                                                        |
| 1er juillet 1962                         | 1979         | M. Rey                                   | DVD         | |
| 1979                                     | 1992         | Henri Micoud (1929-2017)                 | DVD         | Maire de Colombe |
| 1992                                     | 1998         | Pierre Barnier                           | DVD         | Chef d'entreprise Maire de Burcin                                                                                   |
| 1998                                     | 2015         | Didier Rambaud                           | PS          | Cadre administratif Maire de Châbons (2001-2014) Maire du Grand-Lemps (2014-2017) Vice-président du Conseil général |
| Les données manquantes sont à compléter. |              |                                          |             | |

### Conseillers départementaux à partir de 2015
| Période élective | Période élective | Mandat | Mandat   | Identité         | Nuance | Nuance | Qualité                                                                                            |
| ---------------- | ---------------- | ------ | -------- | ---------------- | ------ | ------ | -------------------------------------------------------------------------------------------------- |
| 2015             | 2021             | 2015   | 2021     | Sylviane Colussi |        | LREM   | Attachée d'administration hospitalière Adjointe au maire de Chirens                                |
| 2015             | 2021             | 2015   | 2021     | Didier Rambaud   |        | LREM   | Maire du Grand-Lemps (2014-2017), Sénateur LREM depuis 2017 Président de la Communauté de Communes |
| 2021             | 2028             | 2021   | en cours | Cyrille Madinier |        | LR     | Chef d'entreprise, maire de Flachères Vice-Président délégué à la ruralité                         |
| 2021             | 2028             | 2021   | en cours | Isabelle Mugnier |        | DVD    | Conseillère municipale (opposition) à Bilieu                                                       |

### Résultats détaillés

#### Élections de mars 2015
À l'issue du 1er tour des élections départementales de 2015, trois binômes sont en ballottage : Sylviane Colussi et Didier Rambaud (Union de la Gauche, 30,63 %), Jean-Charles Genin et Manon Jimenez (FN, 29,57 %) et Béatrice Janin-Gadoux et Daniel Vitte (Union de la Droite, 29,23 %). Le taux de participation est de 53,67 % (13 668 votants sur 25 468 inscrits) contre 49,24 % au niveau départemental et 50,17 % au niveau national.
Au second tour, Sylviane Colussi et Didier Rambaud (Union de la Gauche) sont élus avec 39,21 % des suffrages exprimés et un taux de participation de 55,8 % (5 399 voix pour 14 212 votants et 25 468 inscrits).
Didier Rambaud, ancien socialiste, a rejoint LREM. Sylviane Colussi est également membre du groupe LREM.

#### Élections de juin 2021
Le premier tour des élections départementales de 2021 est marqué par un très faible taux de participation (33,26 % au niveau national). Dans le canton du Grand-Lemps, ce taux de participation est de 33,38 % (9 060 votants sur 27 145 inscrits) contre 31,88 % au niveau départemental. À l'issue de ce premier tour, deux binômes sont en ballottage : Cyrille Madinier et Isabelle Mugnier (Union à droite, 28,52 %) et Sylviane Colussi et Michel Morel (REM, 26,1 %).
Le second tour des élections est marqué une nouvelle fois par une abstention massive équivalente au premier tour. Les taux de participation sont de 34,36 % au niveau national, 32,23 % dans le département et 32,93 % dans le canton du Grand-Lemps. Cyrille Madinier et Isabelle Mugnier (Union à droite) sont élus avec 55,01 % des suffrages exprimés (4 243 voix pour 8 940 votants et 27 147 inscrits),,.

## Composition

### Composition avant 2015
Le canton du Grand-Lemps regroupait treize communes.
| Nom                        | Code Insee | Codepostal | Superficie (km2) | Population (dernière pop. légale) | Densité (hab./km2) |
| -------------------------- | ---------- | ---------- | ---------------- | --------------------------------- | ------------------ |
| Le Grand-Lemps (chef-lieu) | 38182      | 38690      | 12,90            | 3 031 (2012)                      | 235                |
| Apprieu                    | 38013      | 38140      | 15,09            | 3 154 (2012)                      | 209                |
| Belmont                    | 38038      | 38690      | 6,51             | 499 (2012)                        | 77                 |
| Bévenais                   | 38042      | 38690      | 14,08            | 954 (2012)                        | 68                 |
| Biol                       | 38044      | 38690      | 15,51            | 1 410 (2012)                      | 91                 |
| Bizonnes                   | 38046      | 38690      | 11,04            | 876 (2012)                        | 79                 |
| Burcin                     | 38063      | 38690      | 6,69             | 426 (2012)                        | 64                 |
| Châbons                    | 38065      | 38690      | 18,14            | 1 978 (2012)                      | 109                |
| Colombe                    | 38118      | 38690      | 13,23            | 1 470 (2012)                      | 111                |
| Eydoche                    | 38159      | 38690      | 5,58             | 501 (2012)                        | 90                 |
| Flachères                  | 38167      | 38690      | 4,94             | 510 (2012)                        | 103                |
| Longechenal                | 38213      | 38690      | 8,12             | 585 (2012)                        | 72                 |
| Saint-Didier-de-Bizonnes   | 38380      | 38690      | 7,20             | 297 (2012)                        | 41                 |

### Composition depuis 2015
À la suite du redécoupage de 2014, le canton du Grand-Lemps était composé de 32 communes.
À la suite de la fusion, le 1er janvier 2016, des communes de Panissage et de Virieu pour constituer la commune nouvelle de Val-de-Virieu, le nombre de communes descend à 31.
À la suite de la fusion, le 1er janvier 2017, des communes de Paladru et du Pin pour constituer la commune nouvelle de Villages du Lac de Paladru, le nombre de communes descend à 30.
| Nom                                    | Code Insee | Intercommunalité        | Superficie (km2) | Population (dernière pop. légale) | Densité (hab./km2) | Modifier                                    |
| -------------------------------------- | ---------- | ----------------------- | ---------------- | --------------------------------- | ------------------ | ------------------------------------------- |
| Le Grand-Lemps (bureau centralisateur) | 38182      | CC de Bièvre Est        | 12,90            | 3 093 (2022)                      | 240                | modifier les données · modifier les données |
| Apprieu                                | 38013      | CC de Bièvre Est        | 15,09            | 3 602 (2022)                      | 239                | modifier les données · modifier les données |
| Belmont                                | 38038      | CC Les Vals du Dauphiné | 6,51             | 624 (2022)                        | 96                 | modifier les données · modifier les données |
| Bévenais                               | 38042      | CC de Bièvre Est        | 14,08            | 1 042 (2022)                      | 74                 | modifier les données · modifier les données |
| Bilieu                                 | 38043      | CA du Pays voironnais   | 6,71             | 1 601 (2022)                      | 239                | modifier les données · modifier les données |
| Biol                                   | 38044      | CC Les Vals du Dauphiné | 15,51            | 1 536 (2022)                      | 99                 | modifier les données · modifier les données |
| Bizonnes                               | 38046      | CC de Bièvre Est        | 11,04            | 1 028 (2022)                      | 93                 | modifier les données · modifier les données |
| Blandin                                | 38047      | CC Les Vals du Dauphiné | 4,26             | 156 (2022)                        | 37                 | modifier les données · modifier les données |
| Burcin                                 | 38063      | CC de Bièvre Est        | 6,69             | 439 (2022)                        | 66                 | modifier les données · modifier les données |
| Châbons                                | 38065      | CC de Bièvre Est        | 18,14            | 2 152 (2022)                      | 119                | modifier les données · modifier les données |
| Charavines                             | 38082      | CA du Pays voironnais   | 7,52             | 2 014 (2022)                      | 268                | modifier les données · modifier les données |
| Chassignieu                            | 38089      | CC Les Vals du Dauphiné | 5,17             | 226 (2022)                        | 44                 | modifier les données · modifier les données |
| Chélieu                                | 38098      | CC Les Vals du Dauphiné | 10,13            | 739 (2022)                        | 73                 | modifier les données · modifier les données |
| Chirens                                | 38105      | CA du Pays voironnais   | 17,53            | 2 510 (2022)                      | 143                | modifier les données · modifier les données |
| Colombe                                | 38118      | CC de Bièvre Est        | 13,23            | 1 803 (2022)                      | 136                | modifier les données · modifier les données |
| Doissin                                | 38147      | CC Les Vals du Dauphiné | 8,45             | 879 (2022)                        | 104                | modifier les données · modifier les données |
| Eydoche                                | 38159      | CC de Bièvre Est        | 5,58             | 541 (2022)                        | 97                 | modifier les données · modifier les données |
| Flachères                              | 38167      | CC de Bièvre Est        | 4,94             | 568 (2022)                        | 115                | modifier les données · modifier les données |
| Izeaux                                 | 38194      | CC de Bièvre Est        | 15,54            | 2 138 (2022)                      | 138                | modifier les données · modifier les données |
| Longechenal                            | 38213      | CC Bièvre Isère         | 8,12             | 605 (2022)                        | 75                 | modifier les données · modifier les données |
| Massieu                                | 38222      | CA du Pays voironnais   | 10,46            | 757 (2022)                        | 72                 | modifier les données · modifier les données |
| Montferrat                             | 38256      | CA du Pays voironnais   | 12,26            | 1 839 (2022)                      | 150                | modifier les données · modifier les données |
| Montrevel                              | 38257      | CC Les Vals du Dauphiné | 9,37             | 447 (2022)                        | 48                 | modifier les données · modifier les données |
| Oyeu                                   | 38287      | CC de Bièvre Est        | 13,69            | 1 092 (2022)                      | 80                 | modifier les données · modifier les données |
| Saint-Didier-de-Bizonnes               | 38380      | CC de Bièvre Est        | 7,20             | 330 (2022)                        | 46                 | modifier les données · modifier les données |
| Saint-Ondras                           | 38434      | CC Les Vals du Dauphiné | 8,15             | 661 (2022)                        | 81                 | modifier les données · modifier les données |
| Saint-Sulpice-des-Rivoires             | 38460      | CA du Pays voironnais   | 7,16             | 427 (2022)                        | 60                 | modifier les données · modifier les données |
| Val-de-Virieu                          | 38560      | CC Les Vals du Dauphiné | 16,26            | 1 534 (2022)                      | 94                 | modifier les données · modifier les données |
| Valencogne                             | 38520      | CC Les Vals du Dauphiné | 7,55             | 681 (2022)                        | 90                 | modifier les données · modifier les données |
| Villages du Lac de Paladru             | 38292      | CA du Pays voironnais   | 21,24            | 2 614 (2022)                      | 123                | modifier les données · modifier les données |
| Canton du Grand-Lemps                  | 3808       |                         | 320,48           | 37 678 (2022)                     | 118                | modifier les données                        |

## Démographie

### Démographie avant 2015
| 1962  | 1968  | 1975  | 1982  | 1990   | 1999   | 2006   | 2011   | 2012   |
| ----- | ----- | ----- | ----- | ------ | ------ | ------ | ------ | ------ |
| 8 710 | 8 482 | 8 791 | 9 794 | 11 378 | 12 173 | 14 033 | 15 423 | 15 691 |

### Démographie depuis 2015
En 2022, le canton comptait 37 678 habitants, en évolution de +5,03 % par rapport à 2016 (Isère : +3,07 %, France hors Mayotte : +2,11 %).
| 2013   | 2018   | 2022   |
| ------ | ------ | ------ |
| 34 927 | 36 261 | 37 678 |